# 安藤重長
安藤 重長（あんどう しげなが）は、江戸時代前期の大名。上野国高崎藩2代藩主。官位は従五位下・伊勢守、右京亮。対馬守系安藤家2代。

## 経歴
本多正盛の長男として誕生した。母は安藤重信の娘で、外祖父である重信の養子となる。同母弟の重元、異母弟の重矩も重信の養子となっている。
慶長14年（1609年）に徳川家康に拝謁する。大坂の陣に参戦し、元和5年（1619年）、上野板畠2千石を賜う。元和7年（1621年）、重信の死去により家督を相続する。寛永9年（1632年）には改易となった徳川忠長を預かり、高崎城に幽閉した。その後、書院番頭、寺社奉行（1635年 - 1657年）、奏者番などを歴任した。
明暦3年（1657年）死去。嫡子の重之が既に死去していたため、家督は嫡孫の重博が継いだ。

## 系譜
父母
- 本多正盛（実父）
- 安藤重信の娘（実母）
- 安藤重信（養父）

正室
- 志水忠宗の娘

子女
- 安藤重之（長男） 生母は正室
- 安藤重広（次男） - 初名は重好[2]、甥（重常の子）信富を養子とする。
- 安藤重常[3]（三男）
- 丹羽光重正室
- 正寿院 - 秋田盛季正室

養女
- 長寿院 - 朽木稙綱継室、志水忠宗の娘